# NGC 5761
NGC 5761 (другие обозначения — ESO 580-39, MCG −3-38-18, PGC 52916) — линзообразная галактика (предположительно, класса S0) в созвездии Весы. Она была открыта американским астрономом Фрэнсисом (Фрэнком) Ливенвортом в 1886 году. Объект входит в число перечисленных в оригинальной редакции «Нового общего каталога».

## Характеристики
Галактику NGC 5761 можно наблюдать в телескоп в юго-западной части созвездия Весов, немного ниже звезды HD 130563. По оценкам астрономов, её возраст составляет приблизительно 3,4 миллиарда лет.